# Né quelque part (album de Maxime Le Forestier)
Pour les articles homonymes, voir Né quelque part.
Albums de Maxime Le Forestier
After Shave
(1986) Bataclan 1989
(1989)
Singles
1. Les Nuits douces
Sortie : 1987
2. Né quelque part
Sortie : septembre 1987
3. Ambalaba
Sortie : 1988

Né quelque part est le dixième album studio de Maxime Le Forestier sorti le 17 octobre 1988 chez Polydor.
Album de la « résurrection » pour Le Forestier après presque dix années de passage à vide et alors que beaucoup le pensait has-been, Né quelque part marque le grand retour de l'artiste, notamment grâce à la chanson-titre et Ambalaba, chansons aux rythmes africains, dont les succès en singles relancent sa carrière. Vendu à 600 000 exemplaires, l'album est certifié disque d'or en 1988 (pour plus de 100 000 exemplaires vendus) et double disque d'or en 1989 (pour plus de 200 000 exemplaires).

## Listes des chansons
| 1.    | Né quelque part                           | Maxime Le Forestier | M. Le Forestier, Jean-Pierre Sabar | 3:55 |
| 2.    | Les Deux Mains prises                     | M. Le Forestier     | M. Le Forestier, J.-P. Sabar       | 3:03 |
| 3.    | Une cousine                               | M. Le Forestier     | M. Le Forestier                    | 3:45 |
| 4.    | Si je te perds (duo avec Geneviève Paris) | M. Le Forestier     | Geneviève Paris                    | 3:33 |
| 5.    | La Visite                                 | M. Le Forestier     | Joël Favreau                       | 4:00 |
| 6.    | Frisson d'avril                           | M. Le Forestier     | M. Le Forestier, J.-P. Sabar       | 3:46 |
| 7.    | Les Mots et les Gestes                    | M. Le Forestier     | M. Le Forestier                    | 3:18 |
| 8.    | Ambalaba (reprise d'un séga mauricien)    | Claudio Veeraragoo  | C. Veeraragoo                      | 3:47 |
| 9.    | Les Nuits douces                          | M. Le Forestier     | Guy Delacroix                      | 3:24 |
| 10.   | Cool heure                                | M. Le Forestier     | J.-P. Sabar                        | 3:57 |
| 36:28 |                                           |                     |                                    |      |

## Classement et certifications
| Classement (1988) | Meilleure place |
| ----------------- | --------------- |
| France (SNEP)     | 11              |

| Pays          | Certification | Date | Ventes certifiées |
| ------------- | ------------- | ---- | ----------------- |
| France (SNEP) | 2 × Or        | 1989 | 200 000           |